# Arycanda hypanaria
Arycanda hypanaria là một loài bướm đêm trong họ Geometridae.